# Dobrovnik
Dobrovnik (węg. Dobronak) – wieś w Słowenii, siedziba gminy Dobrovnik. W 2018 roku liczyła 958 mieszkańców.